# 沙市話
沙市話是荊沙地區方言的標準音、通用語，歷史上曾是沙市市的官方語言。荊沙方言是沙市話、城裏話及其周邊方言的統稱（學術上）。荊沙地區分屬多個不同片區的西南官話乃至不同的方言，荊州城內和沙市市區和郊區的口音和調值有所區分。

## 歷史

### 地域性差异
在荊沙地區，除中心城区之外，往西的太湖、马山、川店，朝北的纪南、庙湖、杨泗，向东的岑河、熊河、郝穴，往南的埠河、弥市等四处方言，皆各有差异。所谓中心城区，也就是通常所称“沙市”和“城里”，多年间已经形成一个“方言岛”，其语言在声腔、音调、咬字、达意方面，都与周边乡镇有所差异；而这种情况的形成，也正是由于历史原因在本地所造成的一种特定的区域文化现象。

### 荆沙“方言岛” 形成的历史地理特征
从某种意义上讲，“沙市”和“城里”这一带之所以会形成一个“方言岛”，是因为在古城范围内二者正好是一对呈双子星座形态所形成的居民住宅区。在以往的多年间，以中心城区而论，“城里”，往往偏重于为政治、教育中心，而“沙市”则偏重于为商贸、文化、经济中心，所以在许多表述中，说沙市是荆州的外港市镇。
汉语方言一般分为七大方言：官话方言、吴方言、湘方言、客家方言、赣方言、闽方言和粤方言。官话方言，又称北方方言；荊沙方言，归属于北方方言，通常被认为在 “西南官话区”之内。西南官话的涵盖范围，大体上包括鄂、湘、川、渝、滇、黔、桂等省的大部分县市。在20世纪以前漫长的历史岁月中，由于沙市位于荆襄古道与西南官道跟长江形成的大十字交通枢纽上，所以它的形成，有着十分鲜明的区域持征。

### 荆沙方言的文化背景与社会环境
唐朝末年，就有“江陵城下30万户”的历史记载。由于它特殊的地理区位，这一座古城在兵燹战火之中，往往是群堆逐鹿的战场，遭受的战争创伤可说是不绝如缕。然而，它哪怕是几度平毁，但是又几度兴建。
到了清代中期，也就是乾隆、嘉庆、道光、咸丰年间，依然是华中经济发达地区向西、向南、向西南引伸延展的货物集散地。
“十三帮”就是这种社会结构的直接产物。它们有的是一个或两个行省，有的是一个或数个府、道，甚至县。分别为汉阳帮、武昌帮、黄州帮、四川帮、湖南帮、河南帮、江西帮、南京帮、浙江帮、福建帮、徽州帮、太平帮、山陕帮等。

### 與武漢方言語音相似的原因
武汉方言和荆沙方言在发音上极为相似,而两地之间却隔着方言完全不同的区域。
武汉位于长江中下游长江汉江交汇处,交通发达,经济繁荣,人口达千万。历史上武汉也因其政治、经济、地理等因素吸引着南来北往的客人,使得这座城市得以吸收天南海北的口音,形成了自己独特的语言腔调,被称为“汉腔”,与周围口音完全不同。
荆州是上古时期大禹划定的九州之一,地处长江之滨的江汉平原腹地,土地肥沃、物产丰富、文化发达,历来是兵家的必争之地。
武汉和沙市本来是两个不同的城市,相隔甚远,但武汉方言作为“方言岛”与周围口音不一致的情况下,却与几百公里之外的沙市方言发音极其相似,原因何在?
荆沙方言和武汉方言皆属于官话中的西南官话,归属“武汉-天门片”(武天片)。
武汉方言包括零声母在内有20个声母。如:p.p',m.fitt',n，ts,ts’,s等,韵母总共53个韵母";荊沙方言共有声母17个(不包含零声母),如p, ph, m, t, th, Un等,韵母共36个。
尽管武汉方言和荆沙方言声母和韵母数量相差甚多,但仅从腔调上看非常相似,因为它们都拥有一样多的音调和调值,如果不是母语人士很难在听感上区分这两种方言。
湖北的很多方言都是在楚文化的熏陶下形成的。沙市由于地处江汉平原腹地,地理位置优越,扼守南北,历史上一直是各种政治势力角逐的焦点,楚国更是定都于纪南城,是为郢都。
在这样的政治、经济,文化环境下,荆沙方言在历史上自成一体,形成了自己独特的方言体系。
直到今天,荊沙地区的很多县市的方言中仍然带有很多古楚语的词汇,如流行于当阳、钟祥、京山,荆州城郊区等地的方言中仍然有大量的r颤音,并且这些方言中某些句式普遍带有具有楚辞特征的“兮”,如“你克哪兮?”(你去哪里?)。
随着西秦统一中国,楚文化随之没落,楚地语言也随着历史的大流转而发生了很大的变化。
湖北腹地由于地处江汉平原,没有难以逾越的大河山川的阻隔,人们所讲语言大致相当,但历史上兵争战乱,南来北往的人们迁徙往复,湖北各地的方言必然发生变化。
明朝洪武年间,由于各种政治,经济原因,出现了“湖广填四川”的移民潮;另一方面,大量江西人进入湖北,是为“江西填湖广”。江西移民进入湖北主要分布在中部的江汉平原和北部的襄阳,西部山区甚少涉足。这一人口大流动必然带来语言上的大融合,使得湖北本土的语言发生改变。
但武汉和荆沙一直都是政治,经济重镇,其社会地位向来很高,无论外来的语言如何影响,其高层的社会方言在短时间内也不会被其影响到,而且为了突出其与移民不同的身份,这两地的人们还会故意强化自己的母语方言,这也是为什么江汉平原普遍受语言融合影响而武汉、荊沙两地语言保持不变的一个可能性，特别是荊沙,有清一代,也没有因满族人的驻军城内而改变自己的口音,相反,随着封建王朝的土崩瓦解,驻防的满族人放弃了自己的“东边腔”,改成了现在的“荆州城內腔”“。
由此可见,武汉方言和荊沙方言之所以相似,可能是由于在“江西填湖广”时,两地人民对自己母语方言的坚守呵护所致。
武汉和沙市同为长江沿线对外开放的通商口岸,在商贸往来的过程中,两地人民自然交往密切,武汉码头上会聚集着许多沙市人,沙市码头则会有许多武汉口音的人各处忙碌。近代以降,武汉的地位早已超越沙市,成为了华中地区的中心,当两个通商口岸的人们在将往时,社会地位高的社会方言自然会成为人们模仿的对象”,换句话说,武汉方言自然会被沙市地区的人民模仿,这是武汉,沙市两地口音相似的另一个可能原因。
武汉和沙市在地理位置上相去甚远,一个在江汉平原东缘,一个在江汉平原腹地,可是两地的方言在腔调上却极其相似。语言的演变必须从历史上找线索,进行分析,经考查,我们相信这两种方言之所以相似其可能原因是历史上的移民潮和两地的经贸往来。

## 音系

### 声调
作为西南官话，現代的沙市话和多数西南官话一样具有4个聲调，分别为阴平、阳平、上声、去声，有輕聲變調。

### 聲母
|                | 塞音     | 塞音      | 塞擦音    | 塞擦音     | 擦音     | 擦音 | 鼻音     | 边音     |
| 清音           | 清音     | 清音      | 清音      | 清音       | 浊音     | 浊音 | 浊音     |          |
| 不送气         | 送气     | 不送气    | 送气      |            |          |      |          |          |
| -------------- | -------- | --------- | --------- | ---------- | -------- | ---- | -------- | -------- |
| 双唇音（盾音） | /p/ b ㄅ | /pʰ/ p ㄆ |           |            |          |      | /m/ m ㄇ |          |
| 唇齿音（矛音） |          |           |           |            | /f/ f ㄈ |      |          |          |
| 齿龈音（阳音） | /t/ d ㄉ | /tʰ/ t ㄊ | /ts/ z ㄗ | /tsʰ/ c ㄘ | /s/ s ㄙ |      |          | /l/ l ㄌ |
| 龈颚音（腭音） |          |           | /tɕ/ j ㄐ | /tɕʰ/ q ㄑ | /ɕ/ x ㄒ |      |          |          |
| 软颚音（齴音） | /k/ g ㄍ | /kʰ/ k ㄎ |           |            | /x/ h ㄏ |      |          |          |

- 沙市當中，n/l為同一個聲母，實際發音為略帶弱鼻音的/l/。
- 在沙市周邊的荊州地區，同時存在著一個特殊聲母[n]，僅僅用在您這個稱謂的當地方言，讀作/nka/，沙市本地人仍然讀作/lka/
- 荊州區北部部分地區如太湖港管理區、川店鎮、紀南鎮很多人平舌音都發翹舌音，資市鎮、灘橋鎮、岑河鎮、觀音壋鎮有一部分字發zh和ch的翹舌音(zh的發音會偏向彈舌音)，其他地區基本上只發平舌音
- 荊州城内，存在和國語r近似的聲母/rs/,但沙市人則存在兩種分化：1.變爲零聲母，如 日；2.變爲/l/，如 如

### 韻母
|        | 开尾        | 开尾        | 开尾            | 开尾            | 开尾            | 元音尾            | 元音尾            | 元音尾            | 元音尾            | 鼻音尾            | 鼻音尾            | 鼻音尾            |
| ------ | ----------- | ----------- | --------------- | --------------- | --------------- | ----------------- | ----------------- | ----------------- | ----------------- | ----------------- | ----------------- | ----------------- |
| 开口呼 |             | /ɯ/ w ㄭ 二 | /a/ a ㄚ 伢     | /o/ o ㄛ 我     | /ɤ/ e ㄜ 額     | /ai/ ai ㄞ 艾     | /ei/ ei ㄟ 欸     | /ao/ ao ㄠ 奧     | /ou/ ou ㄡ 偶     | /an/ an ㄢ 安     | /ən/ en ㄣ 恩     | /ʊŋ/ on ㄥ 翁     |
| 齐齿呼 | /i/ i ㄧ 一 |             | /ia/ ia ㄧㄚ 雅 |                 | /ie/ ie ㄧㄝ 葉 |                   |                   | /iao/ iao ㄧㄠ 幺 | /iou/ iou ㄧㄡ 有 | /ian/ ian ㄧㄢ 羊 | /i̯ɛn ien ㄧㄣ 言  | /in/ in ㄧㄥ 因   |
| 合口呼 | /u/ u ㄨ 五 |             | /u̯a/ ua ㄨㄚ 挖 |                 |                 | /u̯ai/ uai ㄨㄞ 外 | /u̯ei/ uei ㄨㄟ 為 |                   |                   | /u̯an/ uan ㄨㄢ 萬 | /u̯ən/ uen ㄨㄣ 文 |                   |
| 撮口呼 | /y/ y ㄩ 魚 |             |                 | /yo/ yo ㄩㄛ 藥 | /ye/ ye ㄩㄝ 越 |                   |                   |                   |                   | /y̯ɛn/ yan ㄩㄢ 元 | /yn/ yn ㄩㄣ 泳   | /y̯ʊŋ/ yon ㄩㄥ 蓉 |

- 當地o、uo不做區分，yon、ion亦不作區分。
- /n/和/ŋ/有時候不構成對應，/ŋ/經常發成/n/的音，此種現象在沙市和江陵縣的資市、灘橋一帶較為嚴重，沙市方言基本上沒有/ŋ/的音，其他鄉鎮大多數情況下/ŋ/也都發/n/的音
- 公安縣、石首市全境、和江陵縣部分地區部分/u/發音的字(五、武、伍)會發/vu/的音
- 部分合口呼與撮口呼的字與國語相反，但基本遵從古漢語的規律，如「防疫」、「疫苗」的「疫」多讀成/y/。粵語wan 沙市話 yon

運 芸 尹 允 雲 ；粵語wing 沙市話 yn 榮 永 泳 穎  ；粵語jung 沙市話 yon 蓉 融 勇 絨；粵語 jing 沙市話 yin 螢 贏 盈 熒；粵語 jing 沙市話yn 營 瑩。

### 聲調
| 切韻調類 | 平   | 平   | 上                               | 上   | 去     | 入     |
| -------- | ---- | ---- | -------------------------------- | ---- | ------ | ------ |
| 聲母清濁 | 清   | 濁   | 清、次濁                         | 全濁 | 清、濁 | 清、濁 |
| 調類     | 陰平 | 陽平 | 上聲                             | 去聲 | 去聲   | 陽平   |
| 調值     | 55   | 213  | 42(連讀時第二個同音調字多讀為44) | 35   | 35     | (213)  |
| 例字     | 飛   | 簷   | 走                               | 杜   | 去     | 得     |

## 形态
沙市作為南來北往的一個重要商埠，當地方言的詞彙匯集了大量來自全國各地的詞匯，形成了自己獨特的特征，如來自湘語的「偕」「𣕅」「𣁳」「斢」，來自關中方言的「周正」，來自吳方言的「急作」，源自東北方言「忽悠」的「忽」等等。

## 词汇

### 名词
荊沙方言的面詞當中存在著「子化」現象，即部分北方官話當中存在兒化音的名詞在當地方言中對應「子」，荊州和江陵、沙市部分區域這個字會發彈舌音/r/
| 词汇         | 释义                                             | 例句                                             |
| 老头子       | 爸爸，有時候也指爺爺                             | 我老頭子打麻將去噠                               |
| 老巴子       | 老年婦女，有時也指奶奶                           | 他屋裡老巴子過世噠                               |
| 涎水         | 口水                                             | 你燒的菜看起來就蠻好吃(qi)，看得我涎水都流出來噠 |
| 策巴子       | 愛漂亮的婦女                                     | 咧策巴子又搞得花枝招展的就上街上買東西去噠       |
| 缺巴子       | 有蛀牙的人或沒牙的人                             | 咧缺巴子牙齒都掉光噠                             |
| 佬           | 對於成年男子的稱呼(含輕蔑之意)                   | 咧鄉巴佬像沒見過世面的                           |
| 偕(ha)       | 全，都                                           | 咧碗肉偕是我的                                   |
| 𣕅(pao)      | 十(也常常和「把」連用，表示「十幾」)             | 我記不到咧是好多錢噠，大概𣕅把塊錢唦             |
| 瞎巴子       | 瞎子、看不見的人                                 | 你戴個墨鏡我說個不好聽的話就像個瞎巴子           |
| 疙膝包子     | 膝蓋                                             | 大腿和小腿的中間就是疙膝包子                     |
| 雜貨         | 動物內髒                                         | 我們今日弄點雜貨搞火鍋吃                         |
| 撒嚡         | 拖鞋                                             | 今日賣噠雙撒嚡                                   |
| 套嚡         | 雨靴                                             | 下雨要穿套嚡                                     |
| 甕嚡         | 毛鞋                                             | 天道變冷噠，要買甕嚡穿噠                         |
| 伢兒         | 孩子                                             | 你們屋裡伢兒今年好大(多大)噠                     |
| 孫(sen)伢子  | 孫子                                             | 今年我們屋裡孫伢子考取噠北京大學                 |
| 麻木         | 人力三轮车，电麻木是电力三轮车                   | 咧裡沒得的士(出租車)，我就只能坐麻木過來了       |
| 日白         | 聊天扯閒話，也有形容人說瞎話說謊的意思           | 你就只曉得日白                                   |
| 撮白         | 聊天扯閒話                                       | 我今日撮噠大半天的白                             |
| 坨子         | 拳頭                                             | 我一坨子把你打飛                                 |
| 倒拐子       | 手肘                                             | 我倒拐子蠻疼                                     |
| 膈亢(huang)  | 脖子                                             | 他胖的都沒得膈亢噠                               |
| 茅廁         | 意思即「廁所」                                   | 找不到茅廁(maosi)，我粑粑要拉得褲子裡噠          |
| 摘(ze)食     | 意為用作禮物的食品                               | 我今日去走親戚跟你們屋裡伢兒帶滴噶摘食           |
| 高頭         | 上面                                             | 桌子高頭的吃的你拿沒得？                         |
| 底下(ha)     | 下面                                             | 咧茶几的底下有個電暖器，可以熱哈腳               |
| 架勢(gasi)   | 開始                                             | 動畫片架勢噠                                     |
| 曲鱔子       | 蚯蚓                                             | 我在屋裡院子裡看到噠一條曲蟮子                   |
| 下地         | 結束                                             | 時間到了，表演也該下地噠                         |
| 姆(m)妈      | 本指母親，現僅僅是對於母親較粗俗的說法，用於髒话 | 日你姆媽的，今天你跟老子邪完噠(你還反了不成)     |
| 參(cuan)瞌睡 | 睡覺                                             | 你先玩電腦，我參瞌睡去噠                         |
| 調管子       | 捉弄人                                           | 咧人蠻歡氣(喜歡)調別個管子                       |
| 扛把子       | 首領、頭頭的意思                                 | 小明真不愧是班級的扛把子                         |
| 喬子         | 情人                                             | 他又在外頭搞噠個喬子回來噠                       |

### 特殊的時間名词
| 词汇   | 释义                                             | 例句                               |
| 一刻鐘 | 十五分鐘                                         | 高鐵大概是在發車一刻鐘之前提前檢票 |
| 轉鐘   | 凌晨0點鐘，凌晨0點-4點之間的時間段也會用此詞表示 | 都轉鐘噠還不睡，是不是要熬通宵啊   |

### 形容词
| 词汇                   | 释义                                                                      | 例句                                                            |
| 不繡貨                 | 形容東西沉重的意思，引申義為形容某人很厲害                                | 咧東西蠻不繡貨                                                  |
| 三不子                 | 偶爾                                                                      | 我沒得空的，只能三不子兒過來看哈                                |
| 怕醜                   | 形容某人害羞                                                              | 哈(都)是男的，你怕個麼子醜呢                                    |
| 無計奈何               | 形容無所事事、無可奈何的樣子                                              | 因為疫情他在屋裡被睏了2個多月，現在又找不到工作，真的是無計奈何 |
| 巧兒的姆媽生巧巧       | 形容非常巧的樣子                                                          | 今日真的是巧兒的姆媽生巧巧，您今日來噠                          |
| 稱妥                   | 明白、清楚                                                                | 咧人真的是糊不稱妥（把事情搞不清楚）                            |
| 賤耙                   | 形容愛和某人作對                                                          | 你真是個賤耙佬                                                  |
| (二極) 管子壞了/打鐵了 | 形容某人腦子壞了                                                          | 你是不是管子打鐵噠                                              |
| 倆胯                   | 形容邋遢、骯髒                                                            | 他看起來像幾個月沒洗過澡一樣的，倆胯死噠                        |
| 清晨八早、無早八早     | 很早的意思                                                                | 看你平時睡得蠻晚，今日啷麼清晨八六早的就起來噠                  |
| 沒得來性               | 形容某人沒有用、沒有出息                                                  | 咧伢兒搞個麼子工作都搞不下去，真的是沒得來性                    |
| 纏不贏                 | 佔不到某人便宜                                                            | 我纏不贏您                                                      |
| 懶精                   | 形容某人偷懶不想做事的樣子                                                | 今日我懶精發噠，在床上躺到就到噠12點鐘                          |
| 蠻折人                 | 形容很丟人的樣子                                                          | 您是不是覺得蠻折人啊？                                          |
| 一皮條                 | 一大串                                                                    | 就算把咧些都做完噠，還有一皮條的還等到我在                      |
| 撩撇                   | 快速、方便                                                                | 咧種方法真的是蠻撩撇，又省時間                                  |
| 記詬                   | 想念、掛念                                                                | 好幾年沒見面噠，我一直都蠻記詬你                                |
| 掉味                   | 形容丟臉                                                                  | 你做咧種事也不嫌掉味                                            |
| 黑氣(heqi)             | 形容很傻很笨的人                                                          | 你咧個黑氣，咧點小事都做不好的嗎                                |
| 撩賤                   | 形容某人愛惹是生非                                                        | 你咧伢兒，麼子好的不學，非要學別個到處撩賤                      |
| 毛竅                   | 形容某事出了問題，不正常                                                  | 咧人真的是腦殼有毛竅                                            |
| 靠門                   | 肯定，絕對                                                                | 你屋裡老頭子靠門又出去打牌去噠                                  |
| 沒得名堂               | 形容沒大沒小、不懂得分寸                                                  | 你跟老子沒得名堂                                                |
| 瓜溜苕                 | 從苕代表一個人傻發展出的獨特意思，意指表面上看起來很不錯，其實是個傻逼250 | 他看起來像蠻溜耙(幹活很利落)，其實就是個瓜溜苕                  |
| 氣色                   | 不好問的味道、臭味                                                        | 咧菜聞起來攀(有)氣色，是不是濕氣(變餿、放壞)噠                  |
| 暴暴                   | 形容笨蛋的意思                                                            | 咧人搞麼侯都不行，就像個暴暴一樣的                              |
| 暴里暴氣               | 形容傻里傻氣的意思                                                        | 咧人真的是暴里暴氣                                              |
| 邪費                   | 意為討厭                                                                  | 我蠻邪費你                                                      |
| 急作                   | 來自於吳方言的詞匯，表示窘困、呆板、呆滯的意思                            | 你咧人蠻急作呢                                                  |
| 黑漆麻拱               | 很黑没有光线，伸手不见五指                                                | 咧黑天瞎火的，黑漆麻拱，也不打個電筒                            |
| 忽                     | 來自於東北方言的「忽悠」，表示欺騙的意思                                  | 咧黑心商家专门忽消费者，总算是倒闭哒                            |
| 周正                   | 來自於關中方言的詞匯，表示清瘦、俊秀、英武的意思                          | 咧男伢兒看起來像蠻周正                                          |
| 暮氣                   | 意為反應遲鈍、呆頭呆腦                                                    | 咧伢兒看起來麼子都好，就是稍微暮氣了點                          |
| 覼缕(luó lǚ)           | 囉嗦，嘮叨                                                                |                                                                 |
| 雀雀(qio qio)          | 小鳥或男性性器官                                                          |                                                                 |

### 动词
| 词汇     | 释义 | 例句                         |
| 輾       | 挪開 | 把那把椅子輾開               |
| 墳       | 揍   | 我今日要墳死你               |
| 哈菜     | 夾菜 | 我跟你屋裡伢兒哈的菜吃噠沒得 |
| 噶       | 放   | 把你手裡的東西先噶得桌子高頭 |
| 𣁳(wa)   | 舀   | 沒得水瓢啷麼𣁳水喝           |
| 斢(tiao) | 換   | 跟我把東西斢一下             |

### 代词
| 词汇                            | 释义                         | 例句                       |
| 麼子                            | 什麼                         | 你說麼子？                 |
| 麼侯                            | 什麼事                       | 你搞麼侯？                 |
| 麼逼                            | 什麼粗俗一些的說法           | 你他姆媽的在咧裡搞麼逼啦？ |
| 好多                            | 多少                         | 你要好多钱？               |
| 啷/啷麼                         | 怎麼，近似于重庆话的「啷个」 | 你要啷么搞？               |
| 我(wo或者ngo)                   | 我                           |                            |
| 你(li)                          | 你                           |                            |
| 您 (讀/nka/或/nlan/多寫成恁噶） | 您                           | 您身体还好唦？             |
| 咧                              | 這                           | 到咧裡還有好遠？           |
| 喏                              | 那                           | 喏裡有麼子好玩的沒得？     |
| 哪(la)                          | 哪                           |                            |

- 當地的「您」後面可以接複数人稱變成「您們」，不同於普通話的「您」後不可接複数人稱

### 語氣词
| 词汇    | 释义                                                               | 例句             |
| 噠      | 该詞和湖南湘語用法基本一致，表示「了」用在句尾的意思               | 我來噠!          |
| 的(di)  | 表肯定語氣                                                         | 我姐姐昨日走的   |
| 兮(xie) | 表示方位時後置的語氣詞                                             | 今日要去那兮去唦 |
| 唦      | 用在句末表示揣度、停顿或祈使的语气，大致相当于“吧（ba）”“嘛（ma）” | 好噠唦           |

## 某些字的特殊读法
- 某些n或r开头的字n或r的音会变成y，如女(yu),容(yong)(沙市及周边地区不适用于此规则而一律读l)，某些r声母的在沙市区都发l的音，如热(le)，柔(lou)

| 字 | 发音                                       |
| 了 | 文读la 白读liao                            |
| 常 | shang                                      |
| 尝 | 文读chang 白读shang                        |
| 泪 | luei                                       |
| 眼 | 文读yan 白读an                             |
| 崖 | (ng)ai                                     |
| 孽 | ye，如造孽、过孽(两个人争执、闹矛盾的意思) |
| 家 | 文读jia 白读ga                             |

## 女性称谓男性化形象
在沙市话里面有着特殊的女性称谓男性化形象，一般用「爹」字居多，如伯母叫伯爹，阿姨叫幺爹，外婆不叫四川方言的「家婆」而叫「家家」(gaga)

## 语法
- 荆沙方言中常以“个”作前缀。例如“个小坏蛋”、“个糊涂虫”，“个狗东西”，这个"作前缀时,书面语中不用,口语中,“个”读轻声,略有“这个”义。不过,“个”的语义是多样的,可表达不同的感情色彩。可表示亲切、亲近，也可表示厌恶的情感。”

- 荆沙方言中常用“子”作后缀。荆沙地处我国南北方交叉地带,“子”缀的使用,具有南方方言色彩。“子”缀十分丰富,例如“猫子”、“老头子”、“老巴子”、“么子”、“等下子”等。与普通话相比,荆沙方言的“子”缀,大大超过普通话名词子缀之范围,很多名词在普通话中均不带“子”缀。并且有些话中的“子”也不再表示附加意义,仅仅是个“词缀”形式而已。

- 荆沙方言中常以“佬”、“鬼”作词缀，词例不多,但频率较高。例如“好哭佬”、“好吃佬”、“讨米佬”、“佬”、“鬼”作词缀时,词义一般会有“轻蔑”意,它们作为构词成分时,随意性大。“老鬼”用法较为特別,一般是上年纪的夫妻之间,妻在与第二者讲话时称自己丈夫为“老鬼”,有时老年人互相戏谑时,男性老年人被称作“老鬼”,而年轻人将某上年纪男性问事、邻里称“老鬼”时,只在背后议论时候。略带轻蔑意,但一般不含恶意。

- “A里（的）》A里（的）”词语形式是荆沙方言中常用的动词重叠形式,在句中主要作状语。例如“慌里慌里往回跑”、“爬里爬里追”、“汪里汪里哭”，“赶里赶里喊”、“转的转的看”“偷的偷的瞄”。“A里（的）A里(的)”形式,在运用时有生动感和形象感。

- “无+形容词+八+形容词”的格式，表示人或事物的状态达到非常的程度。如说“无大八大”即非常大（很大），“无黑白黑的”即非常黑。这个结构表示的程度也很强。其他如：无高低/矮/重/轻/长/短厚/薄/硬/软/远/淡/冷）八高（低/矮/衝/轻/长/短厚/薄淡/冷）。据资料显示，别的方言中也有这样的格式，只是由丁第一个音是轻声（较模糊）而转写成“不”(扬州、徐州），有的是“八”或“十”(长沙“无时八份”或作“无绘十绘”即很迟）。

- 荆沙方言在表示对人或对物的某种处置，通常在句子里用介词“把”引出处置的对象，即受事者。再在句子术尾加“它”(沒有其”体意思，作为助词，表示祈俠语气。)来強调。如：“把汤趁热喝了它”,这句话用标准用语说应该是“趁热把汤给了」”，“等我把这几页看完它”，用标准用语应说成“等我看完这几页”，再如“你还不快把这些东西丢了它”，“想法子把这个人打发走它”，“我恨不得把他赶了它”，“你把渣滓倒了它”。由此可看出，在荆州方言的“把”字句中，修饰语提前放化宾语面，动词前面，未尾还会加上:沒有具体意义的伪助词“它”，如前面提到的“把汤趁热喝了”它等。

- 在荆沙方言里“巴子”做词缀时，略带贬义，但贬义小于“佬”或“鬼”的词缀，如“缺巴子”、“老巴子”、“策巴子”。